# Día Internacional del Diseño
El Día Internacional del Diseño (en inglés: International Design Day) es una conmemoración anual celebrada el 27 de abril desde 1995 por el Consejo Internacional de Diseño (ICoD), con el propósito de reconocer el papel fundamental del diseñador gráfico en la sociedad y el comercio.
El también denominado Día Internacional del Diseño Gráfico fue inicialmente promovido en 1991, destacando la importancia del diseño gráfico en la comunicación visual, subrayando su impacto en la cotidianidad, así como su contribución para generar cambios significativos en todo el mundo y convertirla en una herramienta de valor social.
La conmemoración tiene como objetivo fomentar la reflexión entre los diseñadores sobre el bienestar de las comunidades en sus contextos locales, incentivándolos a desarrollar soluciones innovadoras que respondan a sus necesidades específicas. Asimismo, promueve el uso del diseño como un medio para valorar la diversidad cultural y superar barreras geográficas.

## Proclamación
El Día Internacional del Diseño fue establecido por el Consejo Internacional de Diseño (ICoD) en 1991, a propuesta de Kim Paulsen, entonces vicepresidente de la organización. El objetivo de esta proclamación es resaltar la función esencial del diseño gráfico en la sociedad y el comercio, así como su capacidad para generar cambios significativos a nivel global. Promueve la reflexión sobre el bienestar de las personas en sus entornos locales y fomentando la innovación y la diversidad en el diseño. A lo largo de su evolución, la celebración ha cambiado de nombre varias veces: inicialmente conocido como "Día Mundial de los Gráficos", pasó a ser el "Día Mundial del Diseño de la Comunicación" en 2012, "Día Mundial del Diseño" en 2015, y finalmente "Día Internacional del Diseño" en 2020 aunque también es denominado "Día Internacional del Diseño Gráfico" .

## Celebración
Se celebra el 27 de abril de cada año. La elección de esta fecha conmemora la fundación del ICoD el 27 de abril de 1963 en Londres, Inglaterra. La primera celebración del día tuvo lugar en 1995, dedicada a honrar la labor de los diseñadores gráficos. Las actividades típicas incluyen talleres, conferencias y exhibiciones que promueven el papel del diseño en la sociedad. Los diseñadores de todo el mundo se unen para reflexionar sobre su impacto social y económico, y se organizan eventos que alientan a utilizar el diseño como un vehículo para solucionar necesidades locales y globales. La sede actual del ICoD se encuentra en Montreal, Canadá, y la organización actúa como consultora de organismos internacionales como la Organización de las Naciones Unidas para la Educación, la Ciencia y la Cultura (UNESCO), la Organización de las Naciones Unidas para el Desarrollo Industrial(UNIDO) y la Organización Mundial de la Propiedad Intelectual (WIPO), promoviendo la colaboración y el desarrollo de políticas que integren el diseño en diferentes ámbitos.

## Temas
- 1997: Definiendo la profesión, (Defining the profession)[14]
- 1998: Día Mundial (sin) Gráficos, (World (no) Graphics Day)[14]
- 1999: Bosques Mundiales de Icograda, (Icograda World Forests)[14]
- 2000: Facilitación del diálogo mundial, (Enabling global dialogue)[14]
- 2001: Una identidad nacional, (A national identity)[14]
- 2002: Diseñando nuestro futuro, (Designing our future)[14]
- 2003: Un foro en línea para educadores de diseño, (An online forum for design educators)[14]
- 2004: Celebrando la excelencia, (Celebrating excellence)[14]
- 2005: Una celebración estadounidense, (A US celebration)[14]
- 2006: Pasión por el fútbol, (A passion for football)[14]
- 2007: Logro honorable, (Honouring achievement)[14]
- 2010: Valoro el diseño porque..., (I value design because...)[15]
- 2012: Convergencia, (Convergence)[5]
- 2013: 1 Amor 1 Mundo, (1Love1Word)[5]
- 2014: Esto es lo que hace un diseñador, (This is what a designer does)[5]
- 2015: ¿Cómo estás diseñando hoy?, (How are you designing today?)[5]
- 2016: ¡Diseño en Acción!, (Design in Action!)[5]
- 2017: Empieza Joven, (Start Young)[5]
- 2018: ¡Los niños también pueden!, (Kids can too!)[5]
- 2019: Mujeres en el diseño, (Women in design)[5]
- 2020: ¡Sé Profesional!, (Be Professional!)[5]
- 2021: ¡Diseño para todos y cada uno!, (Design for each and all!)[5]
- 2022: Suspendido en Transición, (Suspended in Transition)[5]
- 2023: Paz. Amor. ¡Diseño!, (Peace. Love. Design!)[5]
- 2024: ¿es amable?, (is it kind?)[5]
- 2025: Optimismo Extravagante, (Outlandish Optimism)[16]